# Olga Gil Medrano
Olga Gil Medrano (Burgos, 1956) é uma matemática espanhola, que foi presidente da Real Sociedad Matemática Española de 2006 a 2009. É professora de matemática da Universidade de Valência, onde é também Vice-Reitora para Relações Internacional e Cooperação. Suas pesquisas matemáticas envolvem geometria diferencial e análise geométrica; desde 2000 está também interessada na disseminação da matemática para o público em geral.

## Formação e carreira
Olga nasceu em Burgos em 1956.
Como estudante de graduação na Universidade de Valência, Olga foi aconselhada a estudar engenharia, mas ela ignorou o conselho, preferindo matemática e física. Obteve um doutorado na Universidade de Valencia em 1982, com a tese Certain Geometric and Topological Properties of Some Classes of Almost-Product Manifolds, orientada por Antonio Martínez Naveira. Estudou então para um doctorat de troisième cycle na França, na Universidade Pierre e Marie Curie, que completou em 1985. Sua segunda tese, Sur le Problème de Yamabe concernat les variétés localement conformement placas, foi orientada por Thierry Aubin.
Depois de completar seu segundo doutorado, voltou para Valência como docente. Ela é membro do conselho administrativo da Universidade de Valência desde 2000. Quando se tornou presidente da Real Sociedad Matemática Española em 2006, foi a primeira mulher eleita para esse cargo.

## Reconhecimentos
Em setembro de 2017 a Universidade de Valência sediou um workshop sobre análise geométrica em homenagem a ela.